# Grésy-sur-Isère
Grésy-sur-Isère este o comună în departamentul Savoie din sud-estul Franței. În 2009 avea o populație de 1.260 de locuitori.

## Evoluția populației
| An        | 1975 | 1982 | 1990 | 1999  | 2006  | 2009  |
| --------- | ---- | ---- | ---- | ----- | ----- | ----- |
| Populație | 626  | 587  | 890  | 1.043 | 1.216 | 1.260 |